# مطب صناعي (فلم)
مطب صناعي فيلم مصري من إنتاح عام 2007 بطولة الممثل الكوميدي أحمد حلمي ويشاركه في الفيلم كلا من نور وعزت أبو عوف وأحمد راتب وأحمد سعيد عبد الغني وتدور القصة حول شاب فقير اسمه ميمي ويطمح إلى أن يكون ثري ويحاول أن ينتقل إلى القاهرة ويعمل بها وبالفعل يحقق طموحاته بعد رحلة معاناة.

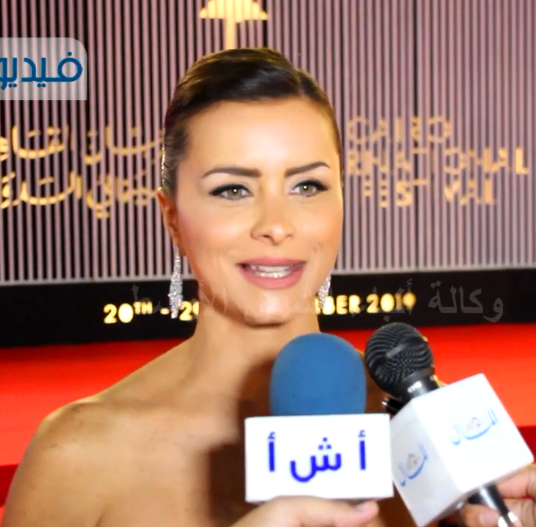
نـور في دور مَيّ

## قصة الفيلم
تدور أحداث الفيلم حول «ميمي» (أحمد حلمي) وهو شاب مصري متوسط الحال يعيش مع والده (أحمد راتب) في الإسماعيلية، ولأنه لا يجد وظيفة مناسبة، فيكسب رزقه عن طريق تحميل الرنات الجديدة على أجهزة الموبايل معتمدا على الكمبيوتر الخاص به.. «ميمي» قد سأم حياته، ويريد أن يرحل إلى القاهرة ليجرب حظه هناك، وفعلاً يستطيع بلباقته أن يستفز أحد كبار رجال بلدته، ليوفر له وظيفة ما في القاهرة.
و لكنه بعد أن يذهب الي القاهرة يكتشف أنه سوف يعمل ملاحظ عمال في تشطيب الشقق الجديدة يعمل لمدة 12 ساعة في اليوم ويقضي ليلته في الشقة التي يقوم بالعمل فيها إلى أن ينتهي العمل بها.. ومن هنا يأتي تعارفه برجل الأعمال المليونير «فاروق»(عزت أبو عوف) الذي يعيش في الفيلا المقابلة للبناية التي يعمل ميمي بها وذلك عندما يرى ابنة رجل الـعمال الصغيرة «زينة» (منة عرفة) تغرق في حمام السباحة ويستطيع هو إنقاذها ومن هنا تنشأ صداقة بينه وبين «فاروق».
وبالطبع يقع في غرام سكرتيرته الخاصة «مي» (نور) التي كانت برغم إعجابها به هي الأخرى دائماً تعامله بجفاء.. وتتوطد العلاقة بينه وبين رجل الأعمال والطفلة الصغيرة ابنته التي توفت والدتها إلى أن يطلب منه عزت أبو عوف أن يأتي ويعيش معهم خاصة بعد أن لاحظ ميل طفلته له وأنه يذاكر لها وهي تحبه جداً، ولكن الأمور لا تسير على ما يرام بين «ميمي» وابن أخ عزت أبو عوف «حسام» (أحمد سعيد عبد الغني).
«حسام» كان يطمع في ثروة عمه ولذلك خطط لقتله لأنه هو يعتبر الوصي الوحيد على ابنته التي مازلت طفلة.. ولكن جريمة القتل لم تكتمل بسبب «ميمي» طبعا الذي ينقذه في آخر لحظة ولكنه يدخل في غيبوبة باقي الفيلم كله.. وتحدث المفاجأة عندما يقوم المحامي بفتح خزنة «فاروق» ليجدوا أنه وضع «ميمي» وصي على الطفلة وليس ابن أخيه.
ووقتها يجد «ميمي» نفسه في ورطة لأنه لا يعلم كيف يدير كل هذه الشركات.. ولكن «مي» تساعده لكي يفهم كل ما يدور حول هذه الصفقة التي يسعى إليها «حسام» ليسهلها لرجل أعمال صديق مقابل رشوة.. وبذلك يخسرها عمه.. أو ميمي.. ولكن ميمي يحاول بكل مجهوده أن يحافظ على تلك الصفقة والتي تتلخص في تسليم شحنة بكميات كبيرة من البطاطس ولكن يظل «حسام» يحاربه.. مرة يقطع الكهرباء عن ثلاجة المخزن فتفسد البطاطس..ومرة أخرى يحرق له الحقل الذي يظل يعمل هو ومجموعة من الشباب العاطلين على زراعته فترة طويلة..
وبعد حرب ويأس ينجح «ميمي» في تسليم كل الشحن في ميعادها ولا يضطروا إلي دفع الشرط الجزائي الذي لا يملكونه ويفيق الأب من الغيبوبة.

## الممثلين
- أحمد حلمي: (ميمي - جلال)
- نور: (مي)
- عزت أبو عوف: (فاروق)
- أحمد راتب: (والد ميمي)
- منة عرفة: (زينة)
- أحمد سعيد عبد الغني: (حسام)
- محمد متولي: (إسماعيل)
- علاء زينهم: (إبراهيم)
- سعيد طرابيك: (المقاول)
- احمد محمد عبد المحسن
- سامي مغاوري: (حسين)
- أحمد عقل: (إمام الجامع)

## روابط خارجية
- مقالات تستعمل روابط فنية بلا صلة مع ويكي بيانات